# Stigmacros marginata
Stigmacros marginata är en myrart som beskrevs av Mcareavey 1957. Stigmacros marginata ingår i släktet Stigmacros och familjen myror. Inga underarter finns listade i Catalogue of Life.